# Melitta

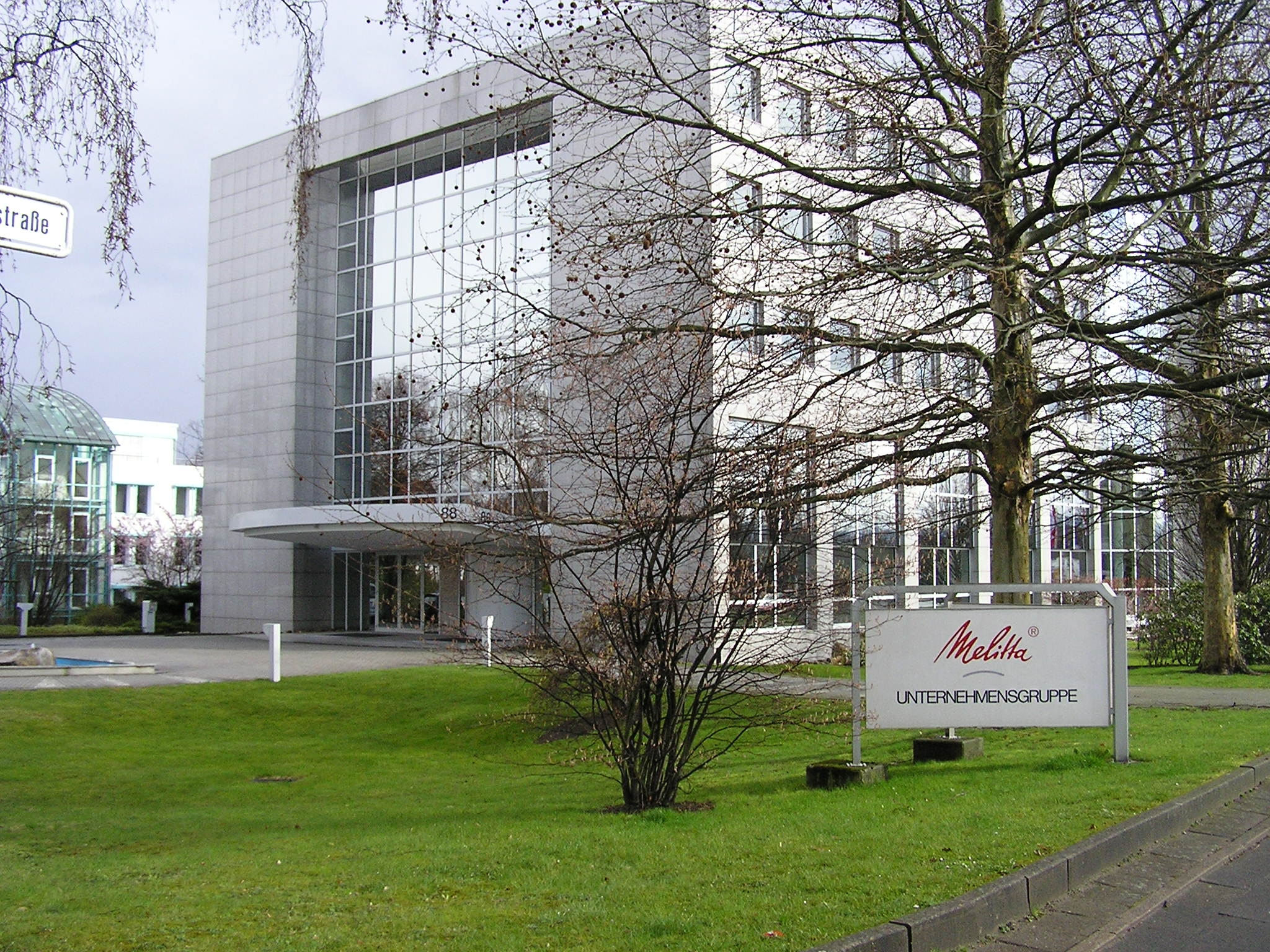
Sede central de Melitta en Minden (Alemania).

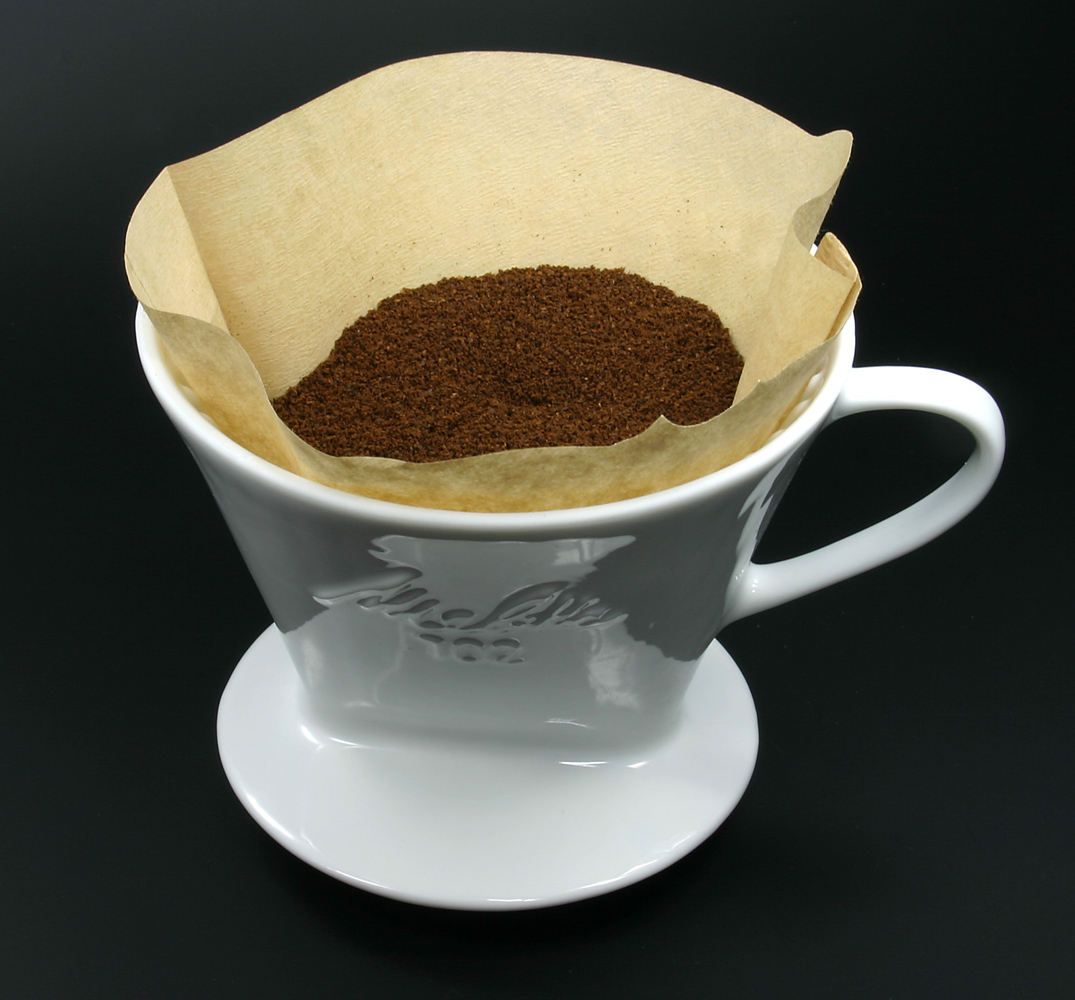
Filtro de café tipo Melitta, con café molido en el soporte.

Melitta es una empresa de café y productos relacionados de origen alemán. Vende además de café, filtros de papel para café y cafeteras, y forma parte del Grupo Melitta, que tiene sucursales en varios países. La sede central de la empresa se encuentra en Minden, Renania del Norte-Westfalia.
La compañía lleva el nombre de su fundadora, Melitta Bentz (1873-1950), quien la fundó tras inventar el filtro de papel antigoteo para café, patentado en 1908. Posteriormente, Bentz dirigió la empresa como una empresa familiar.

## Historia

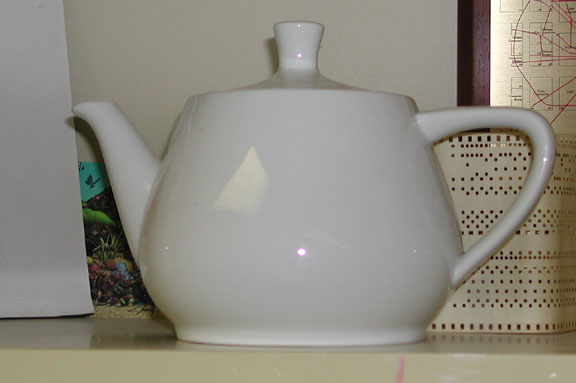
Esta tetera Melitta fue el modelo para la representación 3D de la tetera Utah, un objeto omnipresente en las primeras investigaciones sobre gráficos por computadora.

En 1908, la emprendedora Melitta Bentz, que con apenas 35 años había llegado a EE.UU proveniente de Dresde, Alemania, tras haber registrado una patente denominada "Filter Top Device lined with Filter Paper", puso en marcha una pequeña empresa dedicada al café y sus derivados. Hacia 1930, Melitta revisó el filtro original, haciéndolo más fino y dándole forma de cono, y añadiéndole nervaduras. Esto creó un área de filtración más grande, lo que permitió una mejor extracción del café molido. En 1936, se introdujo el papel de filtro en forma de cono, ampliamente reconocido, que encajaba dentro de la parte superior cónica del filtro. El modelo '102' se convirtió en el más popular de la compañía.
En la década de 1940, Melitta probó nuevos filtros utilizando la porcelana. Así surgió la compañía Porzellanfabrik Friesland, fundada en 1953 como parte del grupo Melitta. Con el paso del tiempo, Melitta se reservó su marca para producirlos en China y continuó desarrollando nuevas técnicas para mejorar los materiales y el proceso de producción de sus sistemas de filtrado. En 1989, se introdujeron los filtros de café natural Brown hechos de pulpa sin blanquear, que evitaban que los subproductos no deseados se filtraran al medio ambiente. En 1992, Melitta desarrolló un proceso de blanqueo con oxígeno para producir papel blanco sin cloro. En 1997, Melitta desarrolló un filtro con Flavor Pores, perforaciones microfinas que filtran sedimentos, partículas y aceites no deseados. En 2002, Melitta añadió un segundo engarce de seguridad para aumentar la resistencia y la durabilidad. En 2007 se introdujeron los filtros de bambú y se mejoró el filtro Flavor Pores.
En 2015 Melitta empleaba a más de 3 300 personas en su grupo de empresas.
En el ejercicio 2019, la facturación del grupo aumentó un 10 % hasta casi alcanzar los 1.700 millones de euros.
En abril de 2020, Melitta anunció que la empresa fabricaría mascarillas nasales y faciales como parte de la pandemia de COVID-19. Las máscaras estaban hechas de un vellón de tres capas y se producen en todo el mundo. Melitta dona el primer millón de mascarillas a centros sanitarios.

## Estados Unidos
Melitta USA, con sede en Clearwater (Florida), es parte del grupo Melitta. Melitta USA es responsable de las ventas y la mercadotecnia de los filtros de café, café y sistemas de café no eléctricos de l marca Melitta en los Estados Unidos.
Los filtros de café de Melitta USA se fabrican en Clearwater, mientras que el tueste del café se opera en Cherry Hill, Nueva Jersey, al menos desde 1968. Según el sitio web de la compañía, en 2018 se cumplieron 50 años desde que se instalara en Cherry Hill.

## Galería
Algunas marcas del grupo Melitta:

Melitta
Cafina
Swirl
Toppits
Handy Bag
Albal[12]